# متطلبات الحصول على تأشيرة لمواطني بوروندي
متطلبات الحصول على تأشيرة للمواطنين البورونديين، هي قيود الدخول الإدارية من قبل سلطات الدول الأخرى المفروضة على مواطني بوروندي. في عام 2015 كان المواطنين البورونديين لا يحتاجون لتأشيرة دخول أو تأشيرة عند الوصول لـ 41 دولة وإقليم.

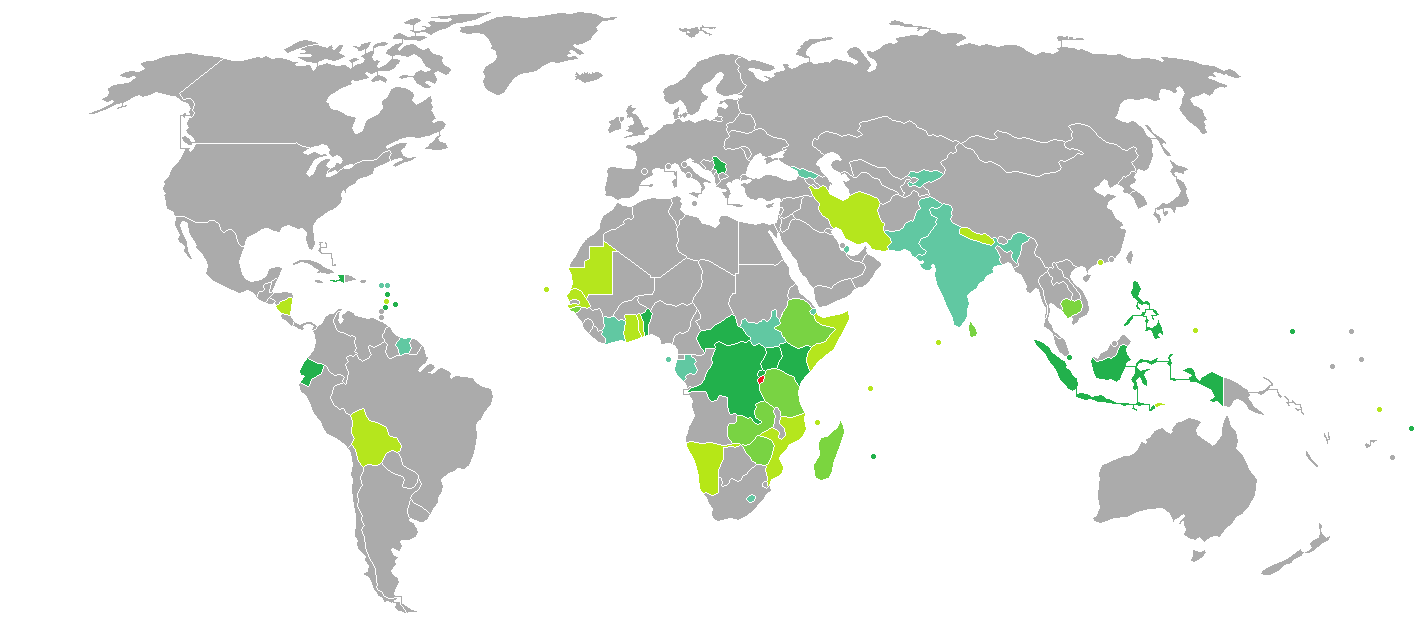
Vمتطلبات الحصول على تأشيرة للمواطنين البورونديين

## أفريقيا
| البلد أو الإقليم | متطلبات التأشيرة |
| ---------------- | --- |
| الرأس الأخضر     | Visa issued on arrival |
| جزر القمر        | A free 24 h transit visa issued upon arrival at the airport. Within 24 hours this must be converted into a full visa at the immigration office in Moroni (fee payable)      |
| جيبوتي           | 1 month visa issued on arrival |
| غامبيا           | At port of entry passport 24-72 h transit pass is issued. This must be converted into a full visa valid up to 1 month at the immigration department in Banjul (fee payable) |
| كينيا            | 3 أشهر |
| مدغشقر           | 90-day visa issued upon arrival for MGA140,000 |
| موزمبيق          | 30-day visa issued upon arrival for US$25 |
| رواندا           | 6 أشهر |
| سيشل             | شهر واحد |
| تنزانيا          | 3 أشهر |
| توغو             | 7 day visa issued on arrival |
| أوغندا           | 6 أشهر |
| زامبيا           | 3 month visa issued on arrival for US$ 50 |

## الأمريكيتين
| البلد أو الإقليم        | متطلبات التأشيرة |
| ----------------------- | ---------------- |
| دومينيكا                | 6 أشهر           |
| الإكوادور               | 90 يوما          |
| هايتي                   | 3 أشهر           |
| سانت كيتس ونيفيس        | 14 يوماً          |
| سانت فينسنت والغرينادين | شهر واحد         |

## آسيا
| البلد أو الإقليم | متطلبات التأشيرة                                     |
| ---------------- | ---------------------------------------------------- |
| كمبوديا          | 30 day visa issued on arrival for US$ 20             |
| لاوس             | 30 day visa issued on arrival for US$ 30             |
| جزر المالديف     | 30 يوما                                              |
| ماكاو            | 30 day visa issued on arrival for 100 MOP            |
| نيبال            | 15/30/90 day visa issued upon arrival for $25/50/100 |
| الفلبين          | 21 يوما                                              |
| سنغافورة         | 30 يوما                                              |
| سريلانكا         | 30 يوماً (ETA required. cost: US$ 30)                 |
| سوريا            | 15 day visa issued on arrival                        |
| تيمور الشرقية    | 30-day visa issued upon arrival for US$30            |

## أوقيانوسيا
| البلد أو الإقليم          | متطلبات التأشيرة |
| ------------------------- | ---------------- |
| جزر كوك                   | 31 يوما          |
| ولايات ميكرونيسيا المتحدة | 30 يوما          |
| نييوي                     | 30 يوما          |
| بالاو                     | 30 يوما          |
| ساموا                     | 60 يوما          |
| توفالو                    | شهر واحد         |